# Cladochasiella divergens
Cladochasiella divergens är en svampart som beskrevs av Marvanová 1997. Cladochasiella divergens ingår i släktet Cladochasiella, divisionen sporsäcksvampar och riket svampar.   Inga underarter finns listade i Catalogue of Life.